# Небезпечні жінки
Небезпечні жінки (англ. Dangerous Females) — американська короткометражна кінокомедія режисера Вільяма Вотсона 1929 року.

## У ролях
- Марі Дресслер — Сара Баском
- Поллі Моран — Тіббі Крам
- Френк Райс — чоловік
- Артур Міллетт
- Том Демпсі